# Meiacanthus tongaensis
Espèce
Statut de conservation UICN

 LC  : Préoccupation mineure
Meiacanthus tongaensis est une espèce de poissons marins de la sous-famille des Blenniinae (famille des Blenniidae).

## Description
Meiacanthus tongaensis peut mesurer jusqu'à 100 mm, queue non comprise.

## Répartition

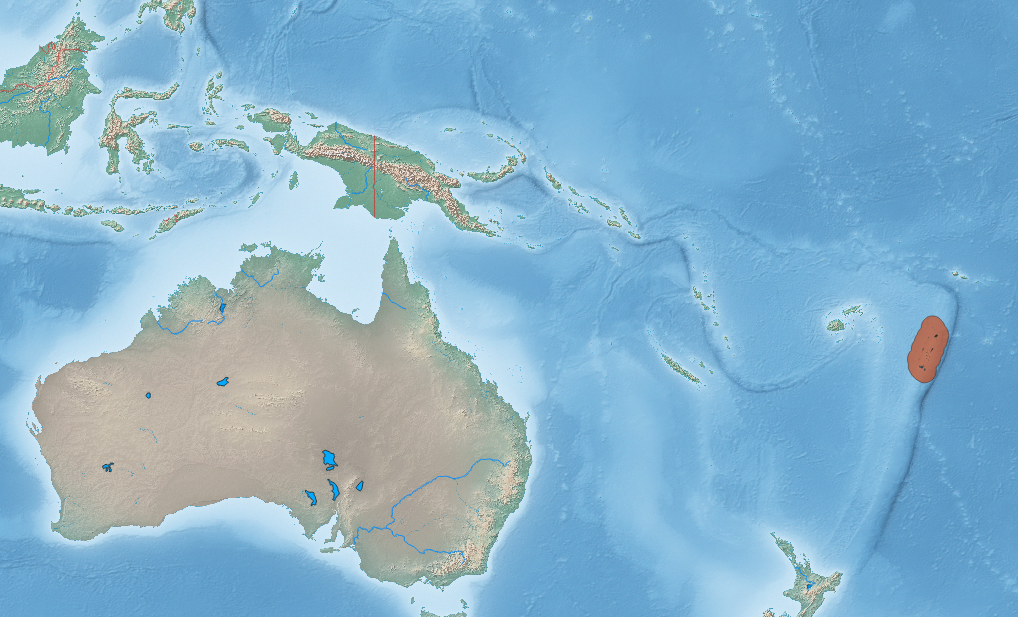
Aire de répartition de Meiacanthus tongaensis selon l'UICN (2025).

Ce poisson est endémique des Tonga. Il est présent entre 1 et 15 m de profondeur.

## Systématique
Le nom valide complet (avec auteur) de ce taxon est Meiacanthus tongaensis Smith-Vaniz (d), 1987.

### Étymologie
Son épithète spécifique, composée de tonga et du suffixe latin -ensis, « qui vit dans, qui habite », lui a été donnée en référence à sa localité type, les Tonga où cette espèce semble être endémique.

### Publication originale
- (en) William F. Smith-Vaniz, « The Saber-Toothed Blennies, Tribe Nemophini (Pisces: Blenniidae): An Update », Proceedings of the Academy of Natural Sciences of Philadelphia, Philadelphie, vol. 139, no 1,‎ 1987, p. 1-52 (ISSN 0097-3157, e-ISSN 1938-5293, JSTOR 4064893).